# Улица Матросова (Барнаул)
У́лица Матро́сова — улица в Железнодорожном районе города Барнаула, одна из транспортных магистралей города. Названа в честь Героя Советского Союза Александра Матросова (1924—1943).

## Транспорт
По улице проложены маршруты троллейбусов № 6 и 7, автобусов и маршрутных такси № 6, 53.
В начале улицы, на пересечении с проспектом Ленина, а также и в конце, на пересечении с улицей Советской Армии, расположены остановки трамваев «Улица Матросова».
В марте 2016 года сообщалось о планах расширить проезжую часть проспекта Ленина на участке, примыкающем к перекрёстку с улицей Матросова, чтобы избежать скопления автомобилей и образования заторов. Предполагается добавить одну полосу движения за счёт сужения отведённой для трамваев территории и вырубки декоративного кустарника-ограждения.

## Здания и сооружения
- № 12 — музей «Мир времени».
- Между домами № 66 и 70 (№ 55 и 59 по нечётной стороне) находится автомобильно-пешеходный мост через реку Пивоварка.
- № 113 — приход Христа царя Вселенной Римско-Католической церкви города Барнаула.
- № 115 — отделение Алтайского краевого онкологического диспансера[2]. По мере перевода диспансера в новое здание на Змеиногорском тракте здесь планируется открыть хоспис.
- № 163 — Соборная мечеть города Барнаула.